# Râul Ceplea
Râul Ceplea este un curs de apă, afluent de dreapta al râului Jiu. 